# Saab Sonett
Saab Sonett — шведский спортивный автомобиль фирмы Saab Automobile AB, выпускавшийся в 1955—1957 и 1966—1974 годы.

## Sonett I

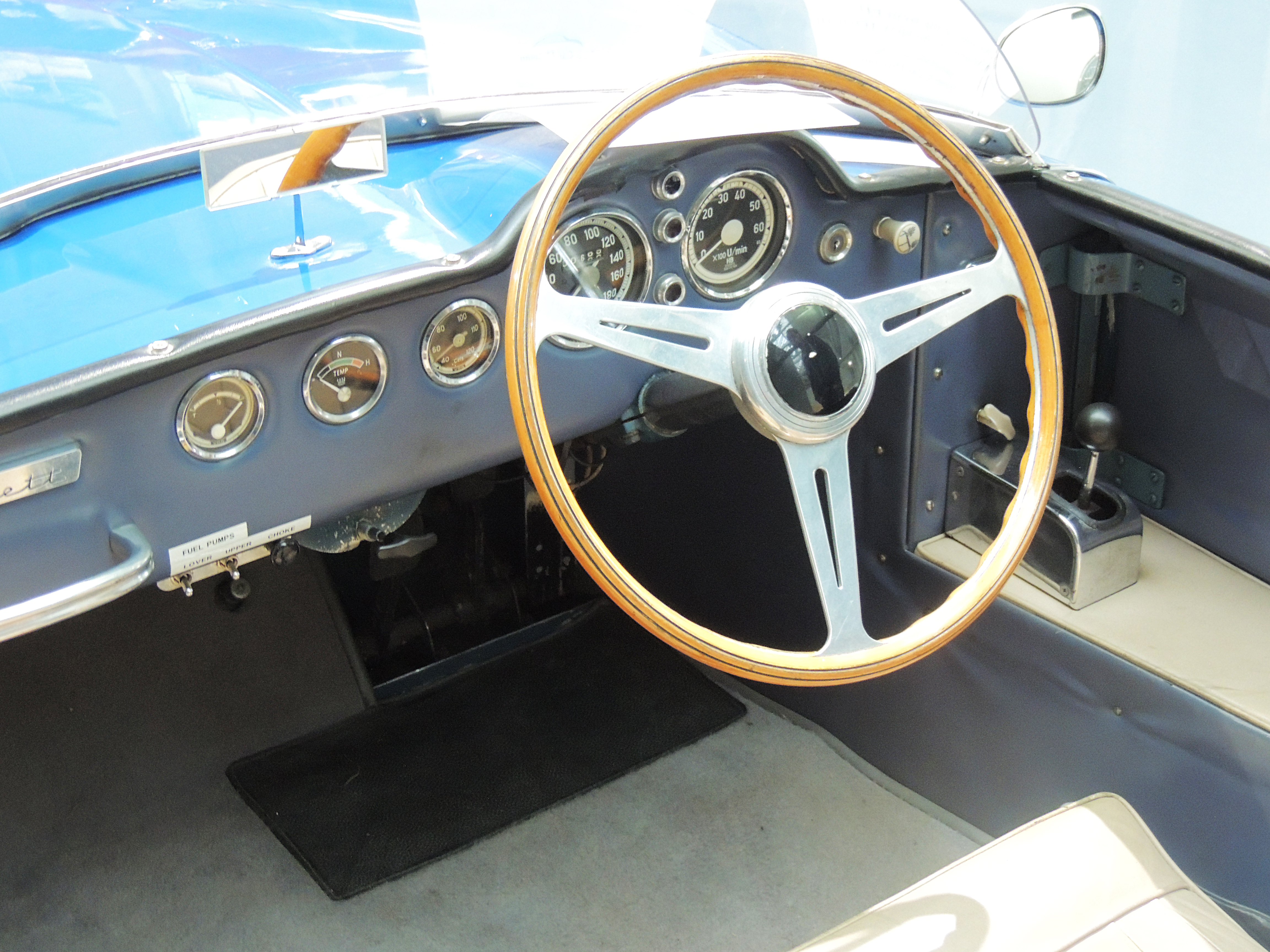
Приборная панель

Первый полностью спортивный автомобиль марки Saab проектировался как открытый двухместный суперкар высшего класса и имел обтекаемые обводы, над которыми работали авиаторы. Имя модели дал её разработчик, дизайнер Сикстен Сасон, который воскликнул: «Как он изящен!»
Предназначенный для участия в гонках, автомобиль имел выполненный из стекловолокна и дополнительно усиленный пластиком кузов длиной 3500 мм и высотой 825 мм, алюминиевые шасси массой 70 кг. При низком аэродинамическом сопротивлении можно было обойтись и небольшим лёгким мотором. Так что Saab 94 имел массу 500 кг и при 0,75-литровом двигателе всего в 57 л. с. разгонялся до 159 км/ч, а километр с места проходил за 34 секунды. Однако стоимость Sonett была высока, да и правила гонок категории GT изменились, в связи с чем продолжение выпуска этого спорткара было бы неоправданным, и к 1958 году завод выпустил лишь шесть экземпляров данной модели.

## Sonett II

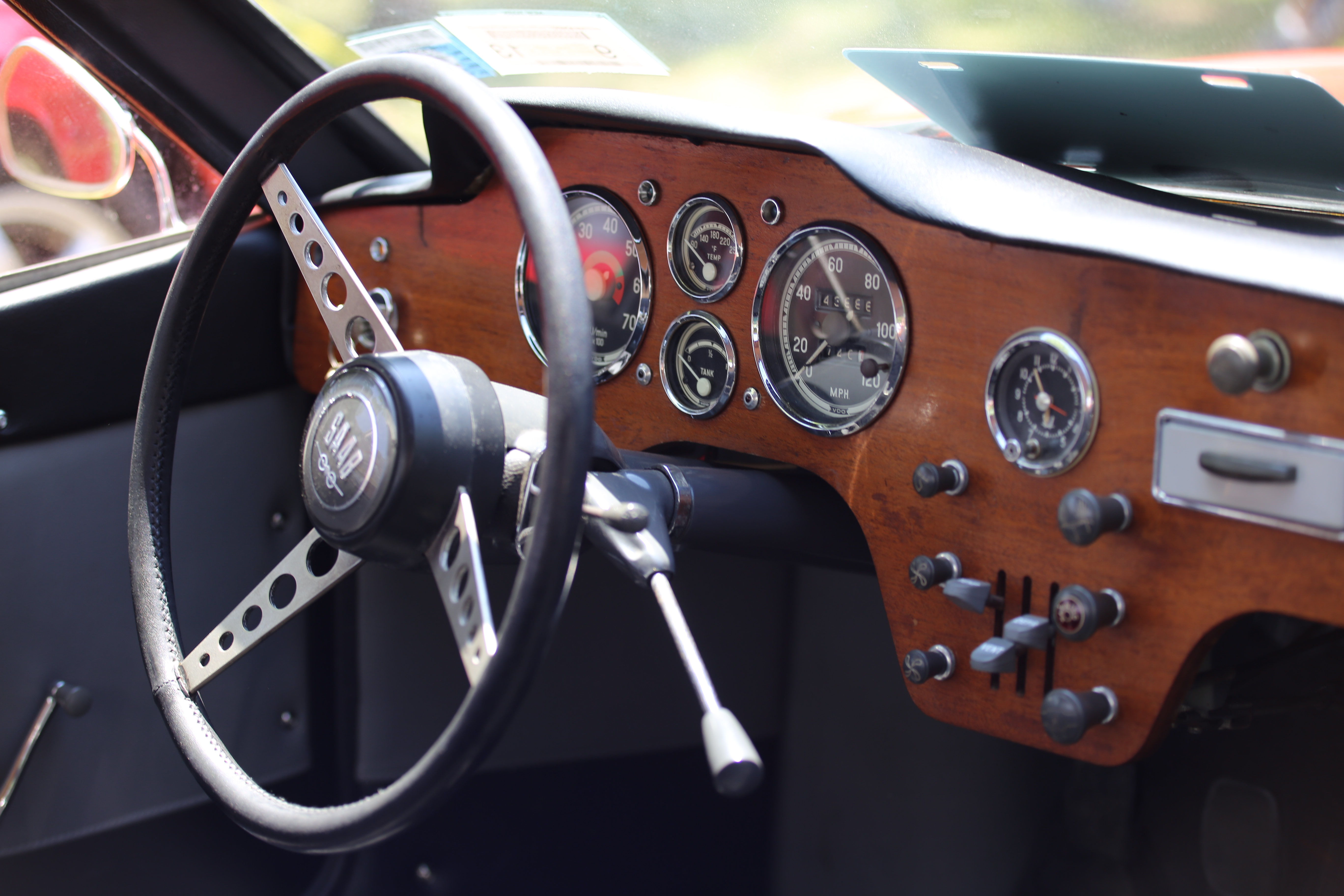
Приборная панель

В середине 1960-х руководители компании снова решили заняться спортивными проектами, поэтому был запущен проект Sonett II. Над разработкой трудились авиадизайнер Бьорн Карлстрём и инженер Массачусетского технологического института Уолтер Керн. Правда, на этот раз не стали спешить, создавая гоночную версию на базе Saab 96, а поручили разработку нового автомобиля компаниям NSI и ASJ (Шведские железнодорожные работы). Проект последней оказался интересней, и на автосалоне в Женеве в 1966 году был представлен преемник первого Sonett. Он имел крышу типа «тарга» — как у Porsche 911 (только шведский прототип появился ещё в марте 1965 года — на полгода раньше немецкого), стальной кузов и двухтактный трёхцилиндровый двигатель в 60 л. с. В 2011 году в Бонневилле автомобиль разогнался до 175 км/ч. Серийная версия получила кузов из стеклопластика, а с 1967 года — мотор V4 объёмом 1498 см³ и мощностью 73 л. с. (чтобы он помещался под капотом, его пришлось сделать выпуклым). Модель предлагалась для продажи только в США, так как предыдущий двигатель не соответствовал американским экологическим нормам.

## Sonett III

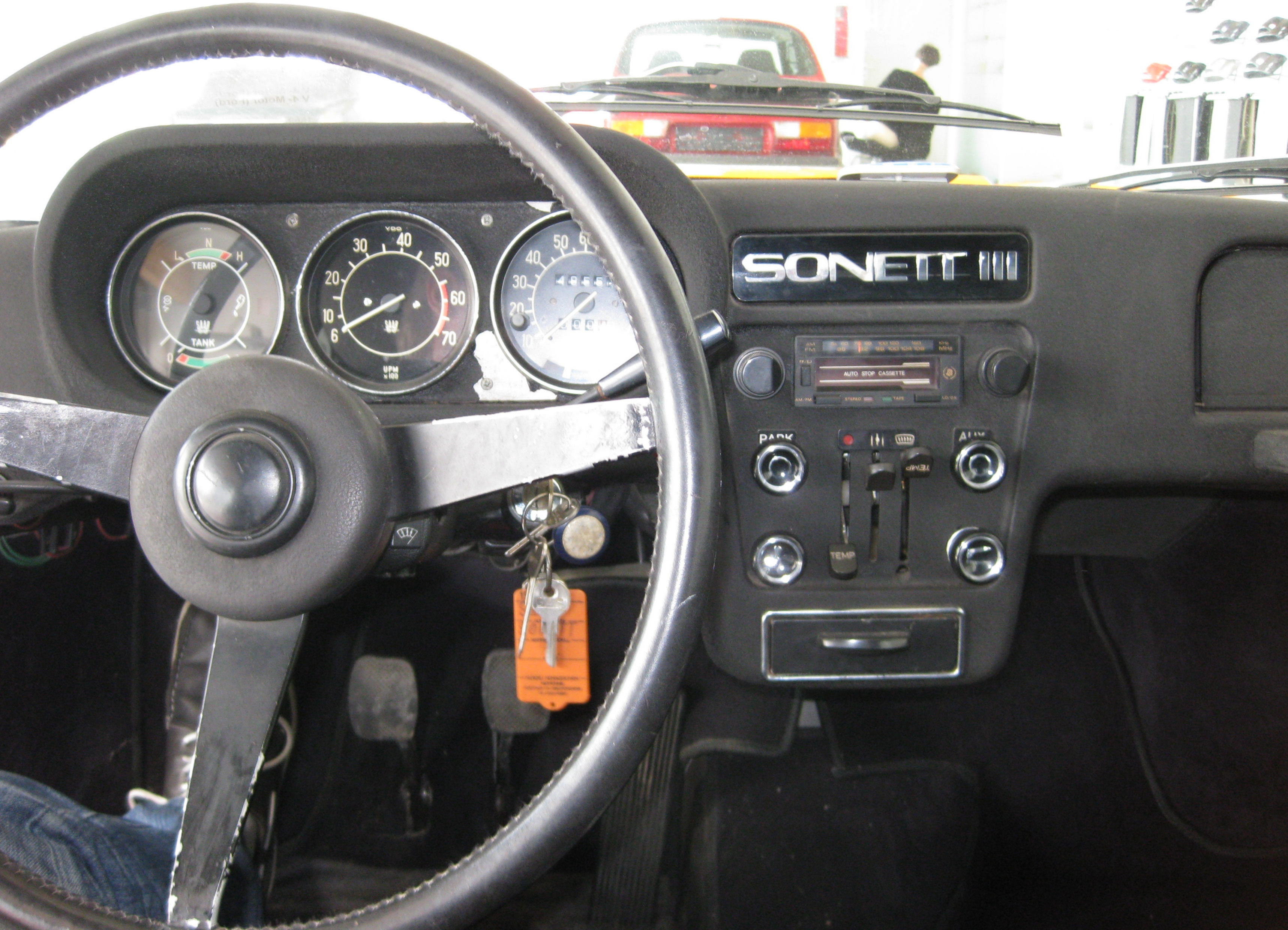
Приборная панель

В 1970 году была создана последняя, третья версия Sonett. Он был уже не столь округлым, как предыдущие версии (над кузовом работал Серджио Коджиола), но не менее аэродинамичным, хотя большим и тяжёлым, и имел отличительную от двух предыдущих версий особенность передка: выдвигающиеся фары. 1,7-литровый двигатель разгонял купе до 171 км/ч.
Когда в 1974 году появилась спортивная версия Saab 99, Sonett окончательно сняли с производства, выпустив чуть больше 10 тысяч экземпляров трёх серий. В настоящее время стоимость модели варьируется от $ 28000 за Sonett III до $ 45000 за Sonett II.